# Frank Lanzendörfer
Frank Lanzendörfer (* 30. Dezember 1962 in Dresden-Oberpoyritz; † 5. August 1988 bei Marienwerder), bekannt unter dem Pseudonym flanzendörfer, war ein deutscher Künstler. Er beschäftigte sich mit Malerei und Grafik, daneben aber auch mit Poetik, Super-8-Filmen und Performance.

## Biografie
Nach dem Abitur und dem Wehrdienst in der Nationalen Volksarmee lebte Lanzendörfer ab 1983 in Dresden und ab 1984 in Berlin. Dort war er als freischaffender Künstler aktiv.
Viele seiner Werke, insbesondere Super-8-Filme und Gemälde, sind heute verloren, da er vor seinem Tod zahlreiche Arbeiten verbrannte oder sie bei Umzügen abhandenkamen. Sein künstlerisches Schaffen blieb fragmentarisch, war aber von einer starken ästhetischen und politischen Rebellion geprägt. Seine Nachlasswerke und Erinnerungen an ihn werden heute als bedeutende Zeugnisse einer unabhängigen DDR-Kunstszene betrachtet.

## Künstlerisches Schaffen
Ab 1983 lebte er als freischaffender Künstler der Undergroundszene der DDR. Er gehörte zu den Mitgründern der selbstverlegten inoffiziellen Zeitschrift „schaden“, die Künstlern des Prenzlauer Bergs die Möglichkeit der Veröffentlichung bot. Neben der Beteiligung an den Künstlerbüchern „Verlustich“ (1985), „Achkrach Kuckbuck“ (1986) und „Flugschutt“ (1986) finden sich Beiträge von Lanzendörfer in den Zeitschriften „Bizarre Städte“ (Berlin), „Liane“ (Berlin), „UND“ (Dresden), „USW“ (Dresden) und „Verwendung“ (Berlin) sowie auch im Literaturalmanach „Temperamente“. Darüber hinaus erschienen einige seiner Gedichte im „Jahrbuch der Lyrik 1986“ des Luchterhand-Verlages und in den Anthologien „Die andere Sprache. Neue DDR-Literatur der 1980er Jahre“ und „Ein Molotow-Cocktail auf fremder Bettkante“. Lanzendörfer produzierte 1987 den Film „Eisenschnäbelige Krähe“ mit Volker Barndt. Im Jahre 1992 veröffentlichten Peter Böthig und Klaus Michael „unmöglich es leben: texte zeichen bilder“ auf der Basis des von Lanzendörfer 1984 in Eigenregie hergestellten Künstlerbuches „Un möglich es leben“. Er wurde stets als extremer Künstler, vor allem in Bezug auf seine Körperkunst, dargestellt. Am 5. August 1988 nahm er sich mit einem Sprung von einem Feuerturm das Leben.

## Rezeption
Im Jahre 1994 vertonte Jan Müller-Wieland unter dem Titel „Flanzendörfer-Wrackmente. Liederzyklus nach 12 Texten von Frank Lanzendörfer für Bariton und Streichquartett (2. Streichquartett)“ Werke von Lanzendörfer.
- „flanzendörfer“ –  Theaterstück von Willi van Hengel - Brotfabrik-Bühne Berlin/Weißensee (Regie: Jens Heuwinkel – gefördert von Bundesstiftung Aufarbeitung, dem Bezirkskulturfonds der Berliner Senatsverwaltung sowie vom Kulturamt Pankow) - 2. / 3. / 4. / 16. / 17. September 2021 (5 Vorstellungen) –
- Lesung zu Frank Lanzendörfer am: 14. August 2022 Brotfabrik zu Berlin-Weißensee
- Bo Osdrowski/Tom Riebe (Hrsg.): Frank Lanzendörfer. Versensporn – Heft für lyrische Reize Nr. 16, Edition POESIE SCHMECKT GUT, Jena 2014, 100 Exemplare.[8]